# Uranotaenia heiseri
Uranotaenia heiseri är en tvåvingeart som beskrevs av Francisco E. Baisas 1935. Uranotaenia heiseri ingår i släktet Uranotaenia och familjen stickmyggor. Inga underarter finns listade i Catalogue of Life.